# Mạc Đăng Dung
Mạc Đăng Dung (* 1483; † 1541; posthum verliehener kaiserlicher Tempelname Mạc Thái Tổ) war ein hoher Militäroffizier am Hof der Lê-Dynastie. Er erlangte eine dominante Position an dem durch Intrigen und Rebellion geschwächten Hof und nutzte diese, um sich selbst als Begründer der Mạc-Dynastie zum Kaiser zu proklamieren.

## Hintergrund
Die Familie Mac leitete ihre Herkunft von konfuzianischen Gelehrten Mạc Đĩnh Chi ab. Die Familie war als Parteigänger der Trần-Dynastie und der chinesischen Besatzung nach der Machtübernahme der Lê-Dynastie ins Abseits geraten.

## Offizier am Hofe der Lê-Kaiser
Mạc Ðang Dung wurde im Fischerdorf Co Trai im Osten der Ebene des Roten Flusses geboren. Er arbeitete als Fischer und war auch für den Ringkampf bekannt. Er erhielt jedoch auch eine konfuzianische Ausbildung und legte die Prüfung für Militäroffiziere ab. 1508 bekam er einen Posten bei der Palastwache unter Kaiser Lê Uy Mục. Während den Wirren der Rebellion stieg Mac am Hofe auf und brachte es ab 1516 zum Militärführer und Befehlshaber der Palastwache mit entscheidendem politischen Einfluss am Hof. Er konsolidierte zunächst die Dynastie und verteidigte sie gegen eine Rebellion von Trân-Loyalisten. Mac setzte die beiden Lê-Kaiser Lê Chiêu Tông und Lê Cung Hoàng ab, um schließlich seine eigene Dynastie 1527 mit seiner Thronbesteigung zu begründen.

## Herrschaft
Mac konnte die Herrschaft seiner Dynastie und seine Macht in der Hauptstadt Hanoi festigen. Außenpolitisch erreichte er die Anerkennung seiner Herrschaft durch die Ming-Kaiser Chinas. Mac führte eine alte Herrschaftstradition der Trân wieder ein. Er ernannte noch zu Lebzeiten um 1530 seinen Thronfolger zum Souverän und blieb selbst als Altkaiser politisch und administrativ bestimmend im Hintergrund. Ab 1533 gründeten Loyalisten der Lê-Dynastie unter Kaiser Lê Trang Tông im heutigen Annam einen Gegenstaat und Vietnam schlitterte durch seine Herrschaft in Teilung und einen lang andauernden Bürgerkrieg.